# Погребец
Погребец (укр. Погребець) — село в Нежинском районе Черниговской области Украины. Население 253 человека. Занимает площадь 0,465 км².
Код КОАТУУ: 7423355401. Почтовый индекс: 16664. Телефонный код: +380 4631.

## Власть
Орган местного самоуправления — Лосиновский поселковый совет. Почтовый адрес: 16663, Черниговская обл., Нежинский р-н, пгт Лосиновка, ул. Шевченко, 2.